# 张德春
张德春（1943年8月—），女，山东茌平人，中华人民共和国政治人物，曾任中共海南省委常委、组织部部长，海南省人大常委会副主任。